# Liste des matchs de l'équipe du Suriname de football par adversaire
Cette liste présente les matchs de l'équipe du Suriname de football par adversaire rencontré,,. Lorsqu'une rivalité footballistique particulière existe entre le Suriname et un autre pays, une page spécifique peut être proposée.
- Haut – A
- B
- C
- D
- E
- F
- G
- H
- I
- J
- K
- L
- M
- N
- O
- P
- Q
- R
- S
- T
- U
- V
- W
- X
- Y
- Z

## A

### Antigua-et-Barbuda
Confrontations entre le Suriname et Antigua-et-Barbuda :
| Date             | Lieu                            | Match                                    | Score | Compétition                             |
| 3 décembre 1972  | Saint John's Antigua-et-Barbuda | Guyane néerlandaise - Antigua-et-Barbuda | 6-0   | Qualif. Coupe du monde 1974             |
| 5 décembre 1972  | Saint John's Antigua-et-Barbuda | Antigua-et-Barbuda - Guyane néerlandaise | 1-3   | Qualif. Coupe du monde 1974             |
| 28 octobre 1978  | San Fernando Trinité-et-Tobago  | Antigua-et-Barbuda - Suriname            | 0-4   | Coupe caribéenne 1978 (Phase finale)    |
| 17 juin 1992     | Port of Spain Trinité-et-Tobago | Antigua-et-barbuda - Suriname            | 1-1   | Coupe caribéenne 1992 (Phase finale)    |
| 10 novembre 2010 | Saint John's Antigua-et-Barbuda | Antigua-et-Barbuda - Suriname            | 2-1   | Qualif. Coupe caribéenne 2010 (2e tour) |

Bilan
- Total de matchs disputés : 5
- Victoires de l'équipe du Suriname : 3
- Victoires de l'équipe d'Antigua-et-Barbuda : 1
- Match nul : 1

### Antilles néerlandaises
Confrontations entre le Suriname et les Antilles néerlandaises :
| Date              | Lieu                              | Match                                        | Score | Compétition                                           |
| 25 octobre 1959   | Willemstad Antilles néerlandaises | Antilles néerlandaises - Guyane néerlandaise | 2-2   | Qualif. JO 1960                                       |
| 29 novembre 1959  | Paramaribo Guyane néerlandaise    | Guyane néerlandaise - Antilles néerlandaises | 4-1   | Qualif. JO 1960                                       |
| 27 février 1960   | La Havane Cuba                    | Antilles néerlandaises - Guyane néerlandaise | 1-0   | Coupe CCCF 1960                                       |
| 2 octobre 1960    | Paramaribo Guyane néerlandaise    | Guyane néerlandaise - Antilles néerlandaises | 1-2   | Qualif. Coupe du monde 1962                           |
| 27 novembre 1960  | Willemstad Antilles néerlandaises | Antilles néerlandaises - Guyane néerlandaise | 0-0   | Qualif. Coupe du monde 1962                           |
| 27 mars 1962      | Willemstad Antilles néerlandaises | Antilles néerlandaises - Guyane néerlandaise | 1-0   | Match amical                                          |
| 4 août 1963       | Willemstad Antilles néerlandaises | Antilles néerlandaises - Guyane néerlandaise | 2-1   | Qualif. JO 1964                                       |
| 13 octobre 1963   | Paramaribo Guyane néerlandaise    | Guyane néerlandaise - Antilles néerlandaises | 3-0   | Qualif. JO 1964                                       |
| 15 octobre 1963   | Paramaribo Guyane néerlandaise    | Guyane néerlandaise - Antilles néerlandaises | 2-3   | Match amical                                          |
| 20 juin 1966      | Port-au-Prince Haïti              | Antilles néerlandaises - Guyane néerlandaise | 1-1   | Match amical                                          |
| 24 novembre 1968  | Paramaribo Guyane néerlandaise    | Guyane néerlandaise - Antilles néerlandaises | 6-0   | Qualif. Coupe du monde 1970                           |
| 5 décembre 1968   | Oranjestad Antilles néerlandaises | Antilles néerlandaises - Guyane néerlandaise | 2-0   | Qualif. Coupe du monde 1970                           |
| 9 octobre 1970    | Paramaribo Guyane néerlandaise    | Guyane néerlandaise - Antilles néerlandaises | 5-1   | Match amical                                          |
| 27 octobre 1973   | Willemstad Antilles néerlandaises | Antilles néerlandaises - Guyane néerlandaise | 1-1   | Match amical                                          |
| 29 octobre 1973   | Willemstad Antilles néerlandaises | Antilles néerlandaises - Guyane néerlandaise | 2-2   | Match amical                                          |
| 30 septembre 1978 | Oranjestad Antilles néerlandaises | Antilles néerlandaises - Suriname            | 0-2   | Qualif. Coupe caribéenne 1978                         |
| 13 octobre 1978   | Paramaribo Suriname               | Suriname - Antilles néerlandaises            | 3-0   | Qualif. Coupe caribéenne 1978                         |
| 27 mai 1990       | Willemstad Antilles néerlandaises | Antilles néerlandaises - Suriname            | 1-1   | Qualif. Coupe caribéenne 1990                         |
| 3 mars 1998       | Oranjestad Aruba                  | Suriname - Antilles néerlandaises            | 3-3   | Qualif. Coupe caribéenne 1998                         |
| 8 mai 1999        | Willemstad Antilles néerlandaises | Antilles néerlandaises - Suriname            | 1-1   | Qualif. Coupe caribéenne 1998                         |
| 10 janvier 2004   | Paramaribo Suriname               | Suriname - Antilles néerlandaises            | 1-1   | Match amical                                          |
| 17 janvier 2004   | Willemstad Antilles néerlandaises | Antilles néerlandaises - Suriname            | 2-0   | Match amical                                          |
| 10 septembre 2006 | Willemstad Antilles néerlandaises | Antilles néerlandaises - Suriname            | 0-1   | Qualif. Coupe caribéenne 2007 (1er tour préliminaire) |
| 21 mai 2008       | Willemstad Antilles néerlandaises | Antilles néerlandaises - Suriname            | 2-1   | Match amical                                          |
| 25 octobre 2008   | La Havane Cuba                    | Suriname - Antilles néerlandaises            | 2-1   | Qualif. Coupe caribéenne 2008 (2e tour préliminaire)  |
| 1er novembre 2009 | Paramaribo Suriname               | Suriname - Antilles néerlandaises            | 1-1   | Match amical                                          |
| 13 octobre 2010   | Paramaribo Suriname               | Suriname - Antilles néerlandaises            | 2-1   | Qualif. Coupe caribéenne 2010 (1er tour préliminaire) |

Bilan
- Total de matchs disputés : 27
- Victoires de l'équipe du Suriname : 9
- Victoires de l'équipe des Antilles néerlandaises : 8
- Match nul : 10

### Argentine
Confrontations entre le Suriname et l'Argentine :
| Date          | Lieu       | Match                                     | Score | Compétition     |
| 16 avril 1960 | Lima Pérou | Argentine (amateur) - Guyane néerlandaise | 6-2   | Qualif. JO 1960 |

Bilan
- Total de matchs disputés : 1
- Victoires de l'équipe de Guyane néerlandaise : 0
- Victoires de l'équipe d'Argentine : 1
- Match nul : 0

### Aruba
Confrontations entre le Suriname et Aruba :
| Date                  | Lieu                | Match                       | Score         | Compétition                   |
| 31 juillet 1934       | Aruba               | Aruba - Guyane néerlandaise | 1-1           | Match amical                  |
| 30 septembre 1935     | Guyane néerlandaise | Guyane néerlandaise - Aruba | 1-1           | Match amical                  |
| 2 octobre 1935        | Guyane néerlandaise | Guyane néerlandaise - Aruba | 0-0           | Match amical                  |
| 8 juillet 1938        | Aruba               | Aruba - Guyane néerlandaise | 5-0           | Match amical                  |
| 27 août 1944          | Guyane néerlandaise | Guyane néerlandaise - Aruba | 5-0           | Match amical                  |
| 5 septembre 1944      | Guyane néerlandaise | Guyane néerlandaise - Aruba | 2-3           | Match amical                  |
| 6 juin 1946           | Willemstad Curaçao  | Aruba - Guyane néerlandaise | 8-1           | Match amical                  |
| 1er mai 1949          | Guyane néerlandaise | Guyane néerlandaise - Aruba | 0-0           | Match amical                  |
| 8 mai 1949            | Guyane néerlandaise | Guyane néerlandaise - Aruba | 6-1           | Match amical                  |
| 14 février 1952       | Aruba               | Aruba - Guyane néerlandaise | 2-1           | Match amical                  |
| 7 février 1953        | Aruba               | Aruba - Guyane néerlandaise | 2-1           | Match amical                  |
| 29 août 1953          | Guyane néerlandaise | Guyane néerlandaise - Aruba | 3-3           | Match amical                  |
| 3 septembre 1953      | Guyane néerlandaise | Guyane néerlandaise - Aruba | 3-3           | Match amical                  |
| 6 août 1963           | Aruba               | Aruba - Guyane néerlandaise | 0-0           | Match amical                  |
| 8 mai 1991            | Georgetown Guyana   | Aruba - Suriname            | 0-1           | Qualif. Coupe caribéenne 1991 |
| 8 avril ou 6 mai 1992 | Paramaribo Suriname | Suriname - Aruba            | 5-0           | Qualif. Coupe caribéenne 1992 |
| 7 mars 1998           | Oranjestad Aruba    | Aruba - Suriname            | 3-3           | Qualif. Coupe caribéenne 1998 |
| 4 avril 2001          | Paramaribo Suriname | Suriname - Aruba            | 5-0           | Qualif. Coupe caribéenne 2001 |
| 28 juillet 2002       | Oranjestad Aruba    | Aruba - Suriname            | 0-2           | Qualif. Gold Cup 2003         |
| 11 août 2002          | Paramaribo Suriname | Suriname - Aruba            | 6-0           | Qualif. Gold Cup 2003         |
| 28 février 2004       | Oranjestad Suriname | Aruba - Suriname            | 1-2           | Qualif. Coupe du monde 2006   |
| 27 mars 2004          | Paramaribo Suriname | Suriname - Aruba            | 8-1           | Qualif. Coupe du monde 2006   |
| 2 décembre 2011       | Paramaribo Suriname | Suriname - Aruba            | 0-0 (5 tab 4) | Match amical                  |
| 15 juillet 2012       | Oranjestad Aruba    | Aruba - Suriname            | 1-0           | Match amical                  |
| 1er février 2015      | Paramaribo Suriname | Suriname - Aruba            | 1-0           | Match amical                  |

Bilan
- Total de matchs disputés : 25
- Victoires de l'équipe du Suriname : 10
- Victoires de l'équipe d'Aruba : 6
- Match nul : 9

## B

### Barbade
Confrontations entre le Suriname et la Barbade :
| Date             | Lieu                      | Match                         | Score | Compétition                                           |
| 6 avril 1968     | Bridgetown Barbade        | Barbade - Guyane néerlandaise | 0-2   | Match amical                                          |
| 8 avril 1968     | Bridgetown Barbade        | Barbade - Guyane néerlandaise | 0-0   | Match amical                                          |
| 6 novembre 1973  | Georgetown Guyana         | Barbade - Guyane néerlandaise | 0-2   | Match amical                                          |
| 31 mars 1975     | Bridgetown Barbade        | Barbade - Guyane néerlandaise | 1-0   | Match amical                                          |
| 8 mai 1979       | Bridgetown Barbade        | Barbade - Suriname            | 1-2   | Qualif. JO 1980                                       |
| 27 mai 1979      | Paramaribo Suriname       | Suriname - Barbade            | 5-1   | Qualif. JO 1980                                       |
| 5 mars 1983      | Bridgetown Barbade        | Barbade - Suriname            | 1-0   | Qualif. Coupe caribéenne 1983                         |
| 8 mars 1983      | Bridgetown Barbade        | Barbade - Suriname            | 0-0   | Qualif. Coupe caribéenne 1983                         |
| 25 juin 1985     | Bridgetown Barbade        | Barbade - Suriname            | 0-0   | Coupe caribéenne des nations 1985 (Phase finale)      |
| 17 mai 1990      | Bridgetown Barbade        | Barbade - Suriname            | 5-0   | Match amical                                          |
| 6 avril 2001     | Paramaribo Suriname       | Suriname - Barbade            | 2-2   | Qualif. Coupe caribéenne 2001                         |
| 23 octobre 2008  | La Havane Cuba            | Barbade - Suriname            | 3-2   | Qualif. Coupe caribéenne 2008 (2e tour préliminaire)  |
| 3 septembre 2014 | Fort-de-France Martinique | Barbade - Suriname            | 1-1   | Qualif. Coupe caribéenne 2014 (1er tour préliminaire) |

Bilan
- Total de matchs disputés : 13
- Victoires de l'équipe du Suriname : 4
- Victoires de l'équipe de la Barbade : 4
- Match nul : 5

### Bermudes
Confrontations entre le Suriname et les Bermudes :
| Date             | Lieu              | Match                          | Score | Compétition  |
| 26 décembre 1974 | Hamilton Bermudes | Bermudes - Guyane néerlandaise | 2-1   | Match amical |
| 29 décembre 1974 | Hamilton Bermudes | Bermudes - Guyane néerlandaise | 1-3   | Match amical |
| 3 janvier 1975   | Hamilton Bermudes | Bermudes - Guyane néerlandaise | 2-5   | Match amical |
| 26 décembre 1975 | Hamilton Bermudes | Bermudes - Suriname            | 1-5   | Match amical |

Bilan
- Total de matchs disputés : 4
- Victoires de l'équipe du Suriname : 3
- Victoires de l'équipe des Bermudes : 1
- Match nul : 0

### Bonaire
Confrontations entre le Suriname et Bonaire :
| Date             | Lieu                      | Match              | Score | Compétition                              |
| 29 octobre 2010  | Willemstad Curaçao        | Suriname - Bonaire | 4-2   | Match amical                             |
| 13 juillet 2012  | Oranjestad Aruba          | Suriname - Bonaire | 8-0   | Match amical                             |
| 14 novembre 2013 | Oranjestad Aruba          | Suriname - Bonaire | 2-0   | Match amical                             |
| 5 septembre 2014 | Rivière-Pilote Martinique | Suriname - Bonaire | 2-3   | Qualif. Coupe caribéenne 2014 (1er tour) |
| 30 janvier 2015  | Paramaribo Suriname       | Suriname - Bonaire | 3-0   | Match amical                             |

Bilan
- Total de matchs disputés : 5
- Victoires de l'équipe du Suriname : 4
- Victoires de l'équipe de Bonaire : 1
- Match nul : 0

### Brésil
Confrontations entre le Suriname et le Brésil :
| Date          | Lieu       | Match                                  | Score | Compétition     |
| 27 avril 1960 | Lima Pérou | Guyane néerlandaise - Brésil (amateur) | 1-4   | Qualif. JO 1960 |

Bilan
- Total de matchs disputés : 1
- Victoires de l'équipe de Guyane néerlandaise : 0
- Victoires de l'équipe du Brésil : 1
- Match nul : 0

### Îles Vierges britanniques
Confrontations entre le Suriname et les îles Vierges britanniques :
| Date             | Lieu                      | Match                                | Score | Compétition                              |
| 7 septembre 2012 | Rivière-Pilote Martinique | Îles Vierges britanniques - Suriname | 0-4   | Qualif. Coupe caribéenne 2012 (1er tour) |
| 13 octobre 2018  | Paramaribo Suriname       | Suriname - Îles Vierges britanniques | 5-0   | Qualif. Gold Cup 2019                    |

Bilan
- Total de matchs disputés : 2
- Victoires de l'équipe du Suriname : 2
- Victoires de l'équipe des îles Vierges britanniques : 0
- Match nul : 0

## C

### Canada
Confrontations entre le Suriname et le Canada :
| Date            | Lieu           | Match             | Score | Compétition                 |
| 12 octobre 1977 | Mexico Mexique | Canada - Suriname | 2-1   | Qualif. Coupe du monde 1978 |

Bilan
- Total de matchs disputés : 1
- Victoires de l'équipe du Suriname : 0
- Victoires de l'équipe du Canada : 1
- Match nul : 0

### Îles Caïmans
Confrontations entre le Suriname et les îles Caïmans :
| Date             | Lieu                           | Match                   | Score | Compétition                          |
| 9 avril 1994     | San Fernando Trinité-et-Tobago | Suriname - Îles Caïmans | 2-0   | Coupe caribéenne 1994 (Phase finale) |
| 2 septembre 2011 | Paramaribo Suriname            | Suriname - Îles Caïmans | 1-0   | Qualif. Coupe du monde 2014          |
| 7 octobre 2011   | George Town Îles Caïmans       | Îles Caïmans - Suriname | 0-1   | Qualif. Coupe du monde 2014          |

Bilan
- Total de matchs disputés : 3
- Victoires de l'équipe du Suriname : 3
- Victoires de l'équipe des îles Caïmans : 0
- Match nul : 1

### Colombie
Confrontations entre le Suriname et la Colombie :
| Date        | Lieu               | Match                          | Score | Compétition  |
| 30 mai 1946 | Willemstad Curaçao | Colombie - Guyane néerlandaise | 1-1   | Match amical |

Bilan
- Total de matchs disputés : 1
- Victoires de l'équipe de Guyane néerlandaise : 0
- Victoires de l'équipe de Colombie : 0
- Match nul : 1

### Costa Rica
Confrontations entre le Suriname et le Costa Rica :
| Date             | Lieu                           | Match                            | Score | Compétition                 |
| 17 février 1960  | La Havane Cuba                 | Costa Rica - Guyane néerlandaise | 3-1   | Coupe CCCF 1960             |
| 12 février 1965  | San José Costa Rica            | Costa Rica - Guyane néerlandaise | 1-0   | Qualif. Coupe du monde 1966 |
| 28 février 1965  | Paramaribo Guyane néerlandaise | Guyane néerlandaise - Costa Rica | 1-3   | Qualif. Coupe du monde 1966 |
| 12 mars 1980     | Costa Rica                     | Costa Rica (amateur) - Suriname  | 3-2   | Qualif. JO 1980             |
| 30 mars 1980     | Suriname                       | Suriname - Costa Rica (amateur)  | 2-3   | Qualif. JO 1980             |
| 6 septembre 2008 | San José Costa Rica            | Costa Rica - Suriname            | 7-0   | Qualif. Coupe du monde 2010 |
| 11 octobre 2008  | Paramaribo Suriname            | Suriname - Costa Rica            | 1-4   | Qualif. Coupe du monde 2010 |

Bilan
- Total de matchs disputés : 7
- Victoires de l'équipe du Suriname : 0
- Victoires de l'équipe du Costa Rica : 7
- Match nul : 0

### Cuba
Confrontations entre le Suriname et Cuba :
| Date             | Lieu                            | Match                      | Score | Compétition                                          |
| 12 mai 1949      | Paramaribo Guyane néerlandaise  | Guyane néerlandaise - Cuba | 0-1   | Match amical                                         |
| 15 février 1960  | La Havane Cuba                  | Cuba - Guyane néerlandaise | 0-2   | Coupe CCCF 1960                                      |
| 7 décembre 1975  | Paramaribo Suriname             | Suriname - Cuba            | 0-1   | Qualif. JO 1976                                      |
| 21 décembre 1975 | La Havane Cuba                  | Cuba - Suriname            | 6-1   | Qualif. JO 1976                                      |
| 17 août 1980     | La Havane Cuba                  | Cuba - Suriname            | 3-0   | Qualif. Coupe du monde 1982                          |
| 7 septembre 1980 | Paramaribo Suriname             | Suriname - Cuba            | 0-0   | Qualif. Coupe du monde 1982                          |
| 29 mai 1983      | Paramaribo Suriname             | Suriname - Cuba            | 1-0   | Qualif. JO 1984                                      |
| 12 juin 1983     | La Havane Cuba                  | Cuba - Suriname            | 3-0   | Qualif. JO 1984                                      |
| 3 juin 1996      | Port of Spain Trinité-et-Tobago | Cuba - Suriname            | 4-0   | Coupe caribéenne 1996 (Demi-finale)                  |
| 2 avril 2000     | La Havane Cuba                  | Cuba - Suriname            | 1-0   | Qualif. Coupe du monde 2002                          |
| 16 avril 2000    | Paramaribo Suriname             | Suriname - Cuba            | 0-0   | Qualif. Coupe du monde 2002                          |
| 16 mai 2001      | Macoya Trinité-et-Tobago        | Cuba - Suriname            | 4-3   | Coupe caribéenne 2001 (Phase finale)                 |
| 10 novembre 2006 | Fort-de-France Martinique       | Cuba - Suriname            | 3-1   | Qualif. Coupe caribéenne 2007 (2e tour préliminaire) |
| 27 octobre 2008  | La Havane Cuba                  | Cuba - Suriname            | 6-0   | Qualif. Coupe caribéenne 2008 (2e tour préliminaire) |
| 12 novembre 2010 | Saint John's Antigua-et-Barbuda | Suriname - Cuba            | 3-3   | Qualif. Coupe caribéenne 2010 (2e tour préliminaire) |
| 14 novembre 2012 | Bacolet Trinité-et-Tobago       | Cuba - Suriname            | 5-0   | Qualif. Coupe caribéenne 2012 (2e tour préliminaire) |

Bilan
- Total de matchs disputés : 16
- Victoires de l'équipe du Suriname : 2
- Victoires de l'équipe de Cuba : 11
- Match nul : 3

### Curaçao
Confrontations entre le Suriname et Curaçao :
| Date               | Lieu                | Match                         | Score         | Compétition  |
| 22 juillet 1934    | Curaçao             | Curaçao - Guyane néerlandaise | 3-1           | Match amical |
| 25 juillet 1934    | Curaçao             | Curaçao - Guyane néerlandaise | 3-2           | Match amical |
| 29 juillet 1934    | Curaçao             | Curaçao - Guyane néerlandaise | 2-2           | Match amical |
| 20 mai 1935        | Guyane néerlandaise | Guyane néerlandaise - Curaçao | 0-1           | Match amical |
| 22 mai 1935        | Guyane néerlandaise | Guyane néerlandaise - Curaçao | 4-1           | Match amical |
| 24 mai 1935        | Guyane néerlandaise | Guyane néerlandaise - Curaçao | 2-1           | Match amical |
| 5 juillet 1938     | Curaçao             | Curaçao - Guyane néerlandaise | 2-1           | Match amical |
| 7 juillet 1938     | Curaçao             | Curaçao - Guyane néerlandaise | 1-0           | Match amical |
| 10 juillet 1938    | Curaçao             | Curaçao - Guyane néerlandaise | 4-1           | Match amical |
| 25 août 1944       | Guyane néerlandaise | Guyane néerlandaise - Curaçao | 1-2           | Match amical |
| 31 août 1944       | Guyane néerlandaise | Guyane néerlandaise - Curaçao | 0-2           | Match amical |
| 10 juin 1946       | Willemstad Curaçao  | Curaçao - Guyane néerlandaise | 6-0           | Match amical |
| 18 novembre 1950   | Trinité-et-Tobago   | Guyane néerlandaise - Curaçao | 3-2           | Match amical |
| 28 novembre 1950   | Trinité-et-Tobago   | Curaçao - Guyane néerlandaise | 3-0           | Match amical |
| 29 août 1954       | Guyane néerlandaise | Guyane néerlandaise - Curaçao | 1-3           | Match amical |
| 1er septembre 1954 | Guyane néerlandaise | Guyane néerlandaise - Curaçao | 0-0           | Match amical |
| 31 octobre 2010    | Willemstad Curaçao  | Curaçao - Suriname            | 2-2 (5 tab 6) | Match amical |
| 23 septembre 2011  | Paramaribo Suriname | Suriname - Curaçao            | 2-0           | Match amical |
| 25 septembre 2011  | Paramaribo Suriname | Suriname - Curaçao            | 2-2           | Match amical |
| 4 décembre 2011    | Paramaribo Suriname | Suriname - Curaçao            | 2-0           | Match amical |
| 16 novembre 2013   | Willemstad Curaçao  | Curaçao - Suriname            | 1-3           | Match amical |
| 20 mai 2015        | Almere Pays-Bas     | Suriname - Curaçao            | 2-3           | Match amical |

Bilan
- Total de matchs disputés : 22
- Victoires de l'équipe du Suriname : 6
- Victoires de l'équipe de Curaçao : 12
- Match nul : 4

## D

### Danemark
Confrontations entre le Suriname et le Danemark :
| Date            | Lieu                           | Match                          | Score | Compétition  |
| 15 janvier 1969 | Paramaribo Guyane néerlandaise | Guyane néerlandaise - Danemark | 2-1   | Match amical |

Bilan
- Total de matchs disputés : 1
- Victoires de l'équipe de Guyane néerlandaise : 1
- Victoires de l'équipe du Danemark : 0
- Match nul : 0

### Dominique
Confrontations entre le Suriname et la Dominique :
| Date             | Lieu                            | Match                           | Score | Compétition                                           |
| 14 octobre 1969  | Roseau Dominique                | Dominique - Guyane néerlandaise | 1-3   | Match amical                                          |
| 16 octobre 1969  | Roseau Dominique                | Dominique - Guyane néerlandaise | 1-9   | Match amical                                          |
| 9 août 2008      | Blairmont Guyana                | Dominique - Suriname            | 1-3   | Qualif. Coupe caribéenne 2008 (1er tour préliminaire) |
| 14 novembre 2010 | Saint John's Antigua-et-Barbuda | Dominique - Suriname            | 0-5   | Qualif. Coupe caribéenne 2010 (2e tour préliminaire)  |
| 6 septembre 2018 | Les Abymes Guadeloupe           | Dominique - Suriname            | 0-0   | Qualif. Gold Cup 2019                                 |
| 5 septembre 2019 | Roseau Dominique                | Dominique - Suriname            | 1-2   | Ligue des nations de la CONCACAF 2019-2020 (Ligue B)  |
| 15 novembre 2019 | Paramaribo Suriname             | Suriname - Dominique            | 4-0   | Ligue des nations de la CONCACAF 2019-2020 (Ligue B)  |

Bilan
- Total de matchs disputés : 7
- Victoires de l'équipe du Suriname : 6
- Victoires de l'équipe de Dominique : 0
- Match nul : 1

### République dominicaine
Confrontations entre le Suriname et la République dominicaine :
| Date             | Lieu                                 | Match                             | Score | Compétition                 |
| 6 septembre 2011 | San Cristóbal République dominicaine | République dominicaine - Suriname | 1-1   | Qualif. Coupe du monde 2014 |
| 11 octobre 2011  | Paramaribo Suriname                  | Suriname - République dominicaine | 1-3   | Qualif. Coupe du monde 2014 |

Bilan
- Total de matchs disputés : 2
- Victoires de l'équipe du Suriname : 0
- Victoires de l'équipe de République dominicaine : 1
- Match nul : 1

## E

### États-Unis
Confrontations entre le Suriname et les États-Unis :
| Date         | Lieu                | Match                                      | Score | Compétition     |
| 16 mars 1964 | Mexico Mexique      | Guyane néerlandaise - États-Unis (amateur) | 1-0   | Qualif. JO 1964 |
| 16 mars 1980 | Orlando États-Unis  | États-Unis (amateur) - Suriname            | 2-1   | Qualif. JO 1980 |
| 2 avril 1980 | Paramaribo Suriname | Suriname - États-Unis (amateur)            | 4-2   | Qualif. JO 1980 |

Bilan
- Total de matchs disputés : 3
- Victoires de l'équipe du Suriname : 2
- Victoires de l'équipe des États-Unis : 1
- Match nul : 0

## G

### Grenade
Confrontations entre le Suriname et la Grenade :
| Date             | Lieu                              | Match              | Score | Compétition                                           |
| 15 mai 1990      | Georgetown Guyana                 | Grenade - Suriname | 3-1   | Qualif. Coupe caribéenne 1990                         |
| 6 mai 1999       | Willemstad Antilles néerlandaises | Grenade - Suriname | 0-0   | Qualif. Coupe caribéenne 1999                         |
| 8 avril 2001     | Paramaribo Suriname               | Suriname - Grenade | 3-1   | Qualif. Coupe caribéenne 2001                         |
| 24 novembre 2004 | Macoya Trinité-et-Tobago          | Grenade - Suriname | 2-2   | Qualif. Coupe caribéenne 2005                         |
| 8 septembre 2006 | Willemstad Antilles néerlandaises | Suriname - Grenade | 1-0   | Qualif. Coupe caribéenne 2007 (1er tour préliminaire) |

Bilan
- Total de matchs disputés : 5
- Victoires de l'équipe du Suriname : 2
- Victoires de l'équipe de Grenade : 1
- Match nul : 2

### Guadeloupe
Confrontations entre le Suriname et la Guadeloupe :
| Date            | Lieu                             | Match                            | Score         | Compétition                                           |
| 1958            | Guadeloupe                       | Guadeloupe - Guyane néerlandaise | 3-1           | Match amical                                          |
| 6 juin 1959     | Guadeloupe                       | Guadeloupe - Guyane néerlandaise | 3-3           | Match amical                                          |
| 7 juin 1959     | Guadeloupe                       | Guadeloupe - Guyane néerlandaise | 3-1           | Match amical                                          |
| 31 août 1962    | Paramaribo Guyane néerlandaise   | Guyane néerlandaise - Guadeloupe | 3-1           | Match amical                                          |
| 13 octobre 1962 | Guyane néerlandaise              | Guyane néerlandaise - Guadeloupe | 3-3           | Match amical                                          |
| 15 juin 1966    | Port-au-Prince Haïti             | Guadeloupe - Guyane néerlandaise | 0-4           | Match amical                                          |
| 1974            | Guadeloupe                       | Guadeloupe - Guyane néerlandaise | 3-0           | Match amical                                          |
| 30 mars 1975    | Guadeloupe                       | Guadeloupe - Guyane néerlandaise | 4-2           | Match amical                                          |
| 27 avril 1985   | Cayenne Guyane                   | Suriname - Guadeloupe            | 0-1           | Qualif. Coupe caribéenne 1985 (2e tour préliminaire)  |
| 30 juin 1985    | Bridgetown Barbade               | Guadeloupe - Suriname            | 2-2           | Coupe caribéenne 1985 (Phase finale)                  |
| 1988            | Guadeloupe                       | Guadeloupe - Suriname            | 1-1           | Qualif. Coupe caribéenne 1988                         |
| 1988            | Guadeloupe                       | Guadeloupe - Suriname            | 0-2           | Qualif. Coupe caribéenne 1988                         |
| 17 avril 1994   | Port-d'Espagne Trinité-et-Tobago | Guadeloupe - Suriname            | 2-0           | Coupe caribéenne 1994 (Phase finale)                  |
| 9 mai 1995      | Cayenne Guyane                   | Guadeloupe - Suriname            | 1-2           | Qualif. Coupe caribéenne 1995                         |
| 23 mars 2016    | Les Abymes Guadeloupe            | Guadeloupe - Suriname            | 0-0 (3 tab 2) | Qualif. Coupe caribéenne 2017 (1er tour préliminaire) |
| 29 mars 2016    | Paramaribo Suriname              | Suriname - Guadeloupe            | 3-2           | Qualif. Coupe caribéenne 2017 (1er tour préliminaire) |

Bilan
- Total de matchs disputés : 16
- Victoires de l'équipe du Suriname : 5
- Victoires de l'équipe de Guadeloupe : 6
- Match nul : 5

### Guatemala
Confrontations entre le Suriname et le Guatemala :
| Date           | Lieu                | Match                                     | Score | Compétition                 |
| 25 avril 1971  | Guatemala           | Guatemala (amateur) - Guyane néerlandaise | 2-2   | Qualif. JO 1972             |
| 30 avril 1971  | Guatemala Guatemala | Guyane néerlandaise - Guatemala (amateur) | 1-0   | Qualif. JO 1972             |
| 8 octobre 1977 | Monterrey Mexique   | Guatemala - Suriname                      | 3-2   | Qualif. Coupe du monde 1978 |
| 12 juin 2004   | Paramaribo Suriname | Suriname - Guatemala                      | 1-1   | Qualif. Coupe du monde 2006 |
| 20 juin 2004   | Guatemala           | Guatemala - Suriname                      | 3-1   | Qualif. Coupe du monde 2006 |

Bilan
- Total de matchs disputés : 5
- Victoires de l'équipe du Suriname : 1
- Victoires de l'équipe du Guatemala : 2
- Match nul : 2

### Guyana
Confrontations entre le Suriname et le Guyana :
| Date               | Lieu                              | Match                                    | Score         | Compétition                                           |
| 28 août 1921       | Paramaribo Guyane néerlandaise    | Guyane néerlandaise - Guyane britannique | 1-2           | Match amical                                          |
| 27 août 1923       | Guyane néerlandaise               | Guyane néerlandaise - Guyane britannique | 2-1           | Match amical                                          |
| 5 septembre 1929   | Guyane néerlandaise               | Guyane néerlandaise - Guyane britannique | 3-0           | Match amical                                          |
| 4 janvier 1937     | Paramaribo Guyane néerlandaise    | Guyane néerlandaise - Guyane britannique | 8-0           | Match amical                                          |
| 10 juillet 1938    | Georgetown Guyane britannique     | Guyane britannique - Guyane néerlandaise | 6-1           | Match amical                                          |
| 14 novembre 1943   | Georgetown Guyane britannique     | Guyane britannique - Guyane néerlandaise | 2-0           | Match amical                                          |
| 21 novembre 1943   | Georgetown Guyane britannique     | Guyane britannique - Guyane néerlandaise | 0-1           | Match amical                                          |
| 22 novembre 1943   | Georgetown Guyane britannique     | Guyane britannique - Guyane néerlandaise | 0-4           | Match amical                                          |
| 26 août 1945       | Paramaribo Guyane néerlandaise    | Guyane néerlandaise - Guyane britannique | 3-1           | Match amical                                          |
| 31 août 1945       | Paramaribo Guyane néerlandaise    | Guyane néerlandaise - Guyane britannique | 4-1           | Match amical                                          |
| 2 septembre 1945   | Paramaribo Guyane néerlandaise    | Guyane néerlandaise - Guyane britannique | 6-0           | Match amical                                          |
| 21 octobre 1946    | Georgetown Guyane britannique     | Guyane britannique - Guyane néerlandaise | 0-3           | Match amical                                          |
| 24 octobre 1946    | Georgetown Guyane britannique     | Guyane britannique - Guyane néerlandaise | 0-1           | Match amical                                          |
| 29 octobre 1946    | Georgetown Guyane britannique     | Guyane britannique - Guyane néerlandaise | 3-1           | Match amical                                          |
| 1er septembre 1947 | Paramaribo Guyane néerlandaise    | Guyane néerlandaise - Guyane britannique | 4-0           | Match amical                                          |
| 5 septembre 1947   | Paramaribo Guyane néerlandaise    | Guyane néerlandaise - Guyane britannique | 0-0           | Match amical                                          |
| 7 septembre 1947   | Paramaribo Guyane néerlandaise    | Guyane néerlandaise - Guyane britannique | 1-0           | Match amical                                          |
| 1er octobre 1948   | Cayenne Guyane                    | Guyane néerlandaise - Guyane britannique | 3-0           | Match amical                                          |
| 27 août 1950       | Paramaribo Guyane néerlandaise    | Guyane néerlandaise - Guyane britannique | 0-1           | Match amical                                          |
| 31 août 1950       | Paramaribo Guyane néerlandaise    | Guyane néerlandaise - Guyane britannique | 3-0           | Match amical                                          |
| 3 septembre 1950   | Paramaribo Guyane néerlandaise    | Guyane néerlandaise - Guyane britannique | 4-1           | Match amical                                          |
| 31 août 1951       | Paramaribo Guyane néerlandaise    | Guyane néerlandaise - Guyane britannique | 6-1           | Match amical                                          |
| 2 septembre 1951   | Paramaribo Guyane néerlandaise    | Guyane néerlandaise - Guyane britannique | 5-0           | Match amical                                          |
| 9 septembre 1951   | Paramaribo Guyane néerlandaise    | Guyane néerlandaise - Guyane britannique | 4-0           | Match amical                                          |
| 17 février 1952    | Oranjestad Antilles néerlandaises | Guyane britannique - Guyane néerlandaise | 0-9           | Match amical                                          |
| 25 septembre 1956  | Georgetown Guyane britannique     | Guyane britannique - Guyane néerlandaise | 1-1           | Match amical                                          |
| 28 septembre 1956  | Georgetown Guyane britannique     | Guyane britannique - Guyane néerlandaise | 2-1           | Match amical                                          |
| 30 septembre 1956  | Georgetown Guyane britannique     | Guyane britannique - Guyane néerlandaise | 1-2           | Match amical                                          |
| 30 juillet 1967    | Georgetown Guyana                 | Guyana - Guyane néerlandaise             | 2-2           | Match amical                                          |
| 31 juillet 1967    | Georgetown Guyana                 | Guyana - Guyane néerlandaise             | 0-1           | Match amical                                          |
| 2 août 1967        | Georgetown Guyana                 | Guyana - Guyane néerlandaise             | 0-2           | Match amical                                          |
| 15 septembre 1971  | Paramaribo Guyane néerlandaise    | Guyane néerlandaise - Guyane             | 4-1           | Championnat CONCACAF 1971 (Tour préliminaire)         |
| 21 septembre 1971  | Georgetown Guyane britannique     | Guyana - Guyane néerlandaise             | 2-3           | Championnat CONCACAF 1971 (Tour préliminaire)         |
| 9 novembre 1973    | Georgetown Guyana                 | Guyana - Guyane néerlandaise             | 0-2           | Match amical                                          |
| 4 juillet 1976     | Georgetown Guyana                 | Guyana - Suriname                        | 2-0           | Qualif. Coupe du monde 1978                           |
| 29 août 1976       | Paramaribo Suriname               | Suriname - Guyana                        | 3-0           | Qualif. Coupe du monde 1978                           |
| 9 juillet 1978     | Linden Guyana                     | Guyana - Suriname                        | 0-2           | Qualif. Coupe caribéenne 1978 (2e tour préliminaire)  |
| 30 juillet 1978    | Paramaribo Suriname               | Suriname - Guyana                        | 2-1           | Qualif. Coupe caribéenne 1978 (2e tour préliminaire)  |
| 28 septembre 1980  | Georgetown Guyana                 | Guyana - Suriname                        | 0-1           | Qualif. Coupe du monde 1982                           |
| 12 octobre 1980    | Paramaribo Suriname               | Suriname - Guyana                        | 4-0           | Qualif. Coupe du monde 1982                           |
| 15 août 1984       | Paramaribo Suriname               | Suriname - Guyana                        | 1-0           | Qualif. Coupe du monde 1986                           |
| 29 août 1984       | Georgetown Guyana                 | Guyana - Suriname                        | 1-1           | Qualif. Coupe du monde 1986                           |
| 9 novembre 1984    | Georgetown Guyana                 | Guyana - Suriname                        | 1-1           | Match amical                                          |
| 11 novembre 1984   | Georgetown Guyana                 | Guyana - Suriname                        | 1-1           | Match amical                                          |
| 24 mars 1985       | Georgetown Guyana                 | Guyana - Suriname                        | 0-1           | Qualif. Coupe caribéenne 1985 (2e tour préliminaire)  |
| 29 avril 1990      | Paramaribo Suriname               | Suriname - Guyana                        | 5-0           | Qualif. Coupe caribéenne 1990                         |
| 12 mai 1991        | Georgetown Guyana                 | Guyana - Suriname                        | 1-1           | Qualif. Coupe caribéenne 1991                         |
| 26 avril 1992      | Georgetown Guyana                 | Guyana - Suriname                        | 1-2           | Qualif. Coupe du monde 1994                           |
| 8 mai 1992         | Paramaribo Suriname               | Suriname - Guyana                        | 4-0           | Qualif. Coupe caribéenne 1992                         |
| 24 mai 1992        | Paramaribo Suriname               | Suriname - Guyana                        | 1-1           | Qualif. Coupe du monde 1994                           |
| 23 janvier 1994    | Paramaribo Suriname               | Suriname - Guyana                        | 2-0           | Qualif. Coupe caribéenne 1994                         |
| 28 avril 1996      | Paramaribo Suriname               | Suriname - Guyana                        | 2-1           | Qualif. Coupe caribéenne 1996                         |
| 5 mai 1996         | Georgetown Guyana                 | Guyana - Suriname                        | 2-1 (3 tab 5) | Qualif. Coupe caribéenne 1996                         |
| 22 février 1999    | Paramaribo Suriname               | Suriname - Guyana                        | 2-1           | Match amical                                          |
| 6 septembre 2006   | Willemstad Antilles néerlandaises | Suriname - Guyana                        | 0-5           | Qualif. Coupe caribéenne 2007 (1er tour préliminaire) |
| 14 juin 2008       | Paramaribo Suriname               | Suriname - Guyana                        | 1-0           | Qualif. Coupe du monde 2010                           |
| 22 juin 2008       | Providence Guyana                 | Guyana - Suriname                        | 1-2           | Qualif. Coupe du monde 2010                           |
| 10 août 2008       | Providence Guyana                 | Guyana - Suriname                        | 1-1           | Qualif. Coupe caribéenne 2008 (1er tour préliminaire) |
| 28 octobre 2009    | Paramaribo Suriname               | Suriname - Guyana                        | 0-1           | Match amical                                          |
| 17 octobre 2010    | Paramaribo Suriname               | Suriname - Guyana                        | 0-2           | Qualif. Coupe caribéenne 2010 (1er tour préliminaire) |
| 30 avril 2015      | Paramaribo Suriname               | Suriname - Guyana                        | 1-0           | Match amical                                          |
| 21 février 2016    | Providence Guyana                 | Guyana - Suriname                        | 2-0           | Match amical                                          |
| 8 octobre 2016     | Paramaribo Suriname               | Suriname - Guyana                        | 3-2 a.p.      | Qualif. Coupe caribéenne 2017 (3e tour préliminaire)  |
| 16 mars 2019       | Nieuw Nickerie Suriname           | Suriname - Guyana                        | 3-1           | Match amical                                          |

Bilan
- Total de matchs disputés : 64
- Victoires de l'équipe du Suriname : 43
- Victoires de l'équipe du Guyana : 12
- Match nul : 9

### Guyane
Confrontations entre le Suriname et la Guyane :
| Date               | Lieu                           | Match                        | Score      | Compétition                                           |
| 1er janvier 1936   | Cayenne Guyane                 | Guyane - Guyane néerlandaise | 1-3        | Match amical                                          |
| 1946               | Guyane                         | Guyane - Guyane néerlandaise | 1-3        | Match amical                                          |
| 2 mars 1947        | Paramaribo Guyane néerlandaise | Guyane néerlandaise - Guyane | 9-0 ou 9-1 | Match amical                                          |
| 26 septembre 1948  | Cayenne Guyane                 | Guyane - Guyane néerlandaise | 2-4        | Match amical                                          |
| 14 août 1949       | Paramaribo Guyane néerlandaise | Guyane néerlandaise - Guyane | 5-0        | Match amical                                          |
| 19 août 1949       | Paramaribo Guyane néerlandaise | Guyane néerlandaise - Guyane | 2-1        | Match amical                                          |
| 15 octobre 1962    | Paramaribo Guyane néerlandaise | Guyane néerlandaise - Guyane | 4-2        | Match amical                                          |
| 4 juin 1964        | Cayenne Guyane                 | Guyane - Guyane néerlandaise | 3-1        | Match amical                                          |
| 5 juin 1964        | Cayenne Guyane                 | Guyane - Guyane néerlandaise | 3-3        | Match amical                                          |
| 25 juillet 1965    | Paramaribo Guyane néerlandaise | Guyane néerlandaise - Guyane | 7-0        | Match amical                                          |
| 26 juillet 1965    | Paramaribo Guyane néerlandaise | Guyane néerlandaise - Guyane | 5-0        | Match amical                                          |
| 15 octobre 1966    | Cayenne Guyane                 | Guyane - Guyane néerlandaise | 3-3        | Match amical                                          |
| 16 octobre 1966    | Cayenne Guyane                 | Guyane - Guyane néerlandaise | 0-3        | Match amical                                          |
| 14 mai 1967        | Paramaribo Guyane néerlandaise | Guyane néerlandaise - Guyane | 6-1        | Match amical                                          |
| 15 mai 1967        | Paramaribo Guyane néerlandaise | Guyane néerlandaise - Guyane | 3-0        | Match amical                                          |
| 1er septembre 1968 | Paramaribo Guyane néerlandaise | Guyane néerlandaise - Guyane | 2-1        | Match amical                                          |
| 26 avril 1969      | Cayenne Guyane                 | Guyane - Guyane néerlandaise | 1-2        | Match amical                                          |
| 5 octobre 1969     | Paramaribo Guyane néerlandaise | Guyane néerlandaise - Guyane | 1-1        | Match amical                                          |
| 11 novembre 1969   | Cayenne Guyane                 | Guyane - Guyane néerlandaise | 3-2        | Match amical                                          |
| 11 novembre 1970   | Paramaribo Guyane néerlandaise | Guyane néerlandaise - Guyane | 3-2        | Match amical                                          |
| 28 novembre 1976   | Paramaribo Suriname            | Suriname - Guyane            | 0-1        | Match amical                                          |
| 7 juin 1981        | Paramaribo Suriname            | Suriname - Guyane            | 3-1        | Qualif. Coupe caribéenne 1981 (1er tour préliminaire) |
| 21 juin 1981       | Guyane                         | Guyane - Suriname            | 3-1        | Qualif. Coupe caribéenne 1981 (1er tour préliminaire) |
| 19 juillet 1981    | Paramaribo Suriname            | Suriname - Guyane            | 1-0        | Qualif. Coupe caribéenne 1981 (1er tour préliminaire) |
| 17 mars 1985       | Cayenne Guyane                 | Guyane - Suriname            | 0-1        | Qualif. Coupe caribéenne 1985                         |
| 11 novembre 1987   | Cayenne Guyane                 | Guyane - Suriname            | 1-1        | Qualif. Coupe caribéenne 1988                         |
| 5 décembre 1987    | Paramaribo Suriname            | Suriname - Guyane            | 1-0        | Qualif. Coupe caribéenne 1988                         |
| 2 mars 1991        | Paramaribo Suriname            | Suriname - Guyane            | 3-0        | Match amical                                          |
| 9 mai 1992         | Paramaribo Suriname            | Suriname - Guyane            | 3-2        | Qualif. Coupe caribéenne 1992                         |
| 19 janvier 1994    | Paramaribo Suriname            | Suriname - Guyane            | 1-0        | Qualif. Coupe caribéenne 1994                         |
| 13 mai 1995        | Cayenne Guyane                 | Guyane - Suriname            | 4-0        | Qualif. Coupe caribéenne 1995                         |
| 24 mars 1996       | Cayenne Guyane                 | Guyane - Suriname            | 1-2        | Qualif. Coupe caribéenne 1996                         |
| 14 avril 1996      | Paramaribo Suriname            | Suriname - Guyane            | 1-1        | Qualif. Coupe caribéenne 1996                         |
| 5 mars 1998        | Oranjestad Aruba               | Suriname - Guyane            | 2-2        | Qualif. Coupe caribéenne 1998                         |
| 17 octobre 2002    | Cayenne Guyane                 | Guyane - Suriname            | 1-1        | Match amical                                          |
| 19 octobre 2002    | Cayenne Guyane                 | Guyane - Suriname            | 0-1        | Match amical                                          |
| 19 octobre 2004    | Paramaribo Suriname            | Suriname - Guyane            | 1-2        | Match amical                                          |
| 30 août 2008       | Paramaribo Suriname            | Suriname - Guyane            | 2-1        | Match amical                                          |
| 22 avril 2009      | Cayenne Guyane                 | Guyane - Suriname            | 0-0        | Match amical                                          |
| 30 octobre 2009    | Paramaribo Suriname            | Suriname - Guyane            | 4-0        | Match amical                                          |
| 11 septembre 2010  | Cayenne Guyane                 | Guyane - Suriname            | 1-2        | Match amical                                          |
| 9 juin 2012        | Cayenne Guyane                 | Guyane - Suriname            | 2-1        | Match amical                                          |
| 20 mai 2014        | Cayenne Guyane                 | Guyane - Suriname            | 0-0        | Match amical                                          |
| 27 mai 2014        | Paramaribo Suriname            | Suriname - Guyane            | 1-0        | Match amical                                          |
| 24 août 2014       | Saint-Laurent-du-Maroni Guyane | Guyane - Suriname            | 0-1        | Match amical                                          |
| 25 février 2016    | Rémire-Montjoly Guyane         | Guyane - Suriname            | 2-3        | Match amical                                          |
| 18 août 2018       | Cayenne Guyane                 | Guyane - Suriname            | 0-4        | Match amical                                          |

Bilan
- Total de matchs disputés : 47
- Victoires de l'équipe du Suriname : 31
- Victoires de l'équipe de Guyane : 7
- Match nul : 9

## H

### Haïti
Confrontations entre le Suriname et Haïti :
| Date             | Lieu                            | Match                       | Score | Compétition                                          |
| 13 juin 1966     | Port-au-Prince Haïti            | Haïti - Guyane néerlandaise | 1-4   | Match amical                                         |
| 23 octobre 1977  | Mexico Mexique                  | Haïti - Suriname            | 1-0   | Qualif. Coupe du monde 1978                          |
| 22 octobre 1978  | Port of Spain Trinité-et-Tobago | Haïti - Suriname            | 0-3   | Coupe caribéenne 1978 (Phase finale)                 |
| 18 novembre 1979 | Paramaribo Suriname             | Haïti - Suriname            | 1-0   | Coupe caribéenne 1979 (Phase finale)                 |
| 7 décembre 1979  | Port-au-Prince Haïti            | Haïti (amateur) - Suriname  | 2-0   | Qualif. JO 1980                                      |
| 14 décembre 1979 | Paramaribo Suriname             | Suriname - Haïti (amateur)  | 2-0   | Qualif. JO 1980                                      |
| 12 janvier 1980  | Kingston Jamaïque               | Haïti (amateur) - Suriname  | 0-2   | Qualif. JO 1980                                      |
| 11 avril 1994    | San Fernando Trinité-et-Tobago  | Suriname - Haïti            | 1-1   | Coupe caribéenne 1994 (Phase finale)                 |
| 18 mai 2001      | Macoya Trinité-et-Tobago        | Haïti - Suriname            | 1-1   | Coupe caribéenne 2001 (Phase finale)                 |
| 12 novembre 2006 | Fort-de-France Martinique       | Haïti - Suriname            | 1-1   | Qualif. Coupe caribéenne 2007 (2e tour préliminaire) |
| 20 août 2008     | Port-au-Prince Haïti            | Haïti - Suriname            | 2-2   | Qualif. Coupe du monde 2010                          |
| 19 novembre 2008 | Paramaribo Suriname             | Suriname - Haïti            | 1-1   | Qualif. Coupe du monde 2010                          |
| 6 janvier 2017   | Couva Trinité-et-Tobago         | Suriname - Haïti            | 2-4   | Qualif. Gold Cup 2017 (Barrages)                     |

Bilan
- Total de matchs disputés : 13
- Victoires de l'équipe du Suriname : 4
- Victoires de l'équipe d'Haïti : 4
- Match nul : 5

### Honduras
Confrontations entre le Suriname et le Honduras : 
| Date            | Lieu                 | Match                          | Score | Compétition                 |
| 21 février 1960 | La Havane Cuba       | Honduras - Guyane néerlandaise | 1-1   | Coupe CCCF 1960             |
| 3 mars 1985     | Tegucigalpa Honduras | Suriname - Honduras            | 1-1   | Qualif. Coupe du monde 1986 |
| 6 mars 1985     | Tegucigalpa Honduras | Honduras - Suriname            | 2-1   | Qualif. Coupe du monde 1986 |

Bilan
- Total de matchs disputés : 3
- Victoires de l'équipe du Suriname : 0
- Victoires du équipe du Honduras : 1
- Match nul : 2

## I

### Inde
Confrontations entre le Suriname et l'Inde :
| Date         | Lieu                | Match           | Score | Compétition  |
| 15 juin 1984 | Paramaribo Suriname | Suriname - Inde | 6-2   | Match amical |
| 17 juin 1984 | Paramaribo Suriname | Suriname - Inde | 4-1   | Match amical |

Bilan
- Total de matchs disputés : 2
- Victoires de l'équipe du Suriname : 2
- Victoires de l'équipe d'Inde : 0
- Match nul : 0

## J

### Jamaïque
Confrontations entre le Suriname et la Jamaïque :
| Date             | Lieu                            | Match                          | Score | Compétition                                          |
| 17 juin 1966     | Port-au-Prince Haïti            | Jamaïque - Guyane néerlandaise | 3-5   | Match amical                                         |
| 31 mars 1996     | Paramaribo Suriname             | Suriname - Jamaïque            | 0-1   | Qualif. Coupe du monde 1998                          |
| 21 avril 1996    | Kingston Jamaïque               | Jamaïque - Suriname            | 1-0   | Qualif. Coupe du monde 1998                          |
| 28 mai 1996      | Port of Spain Trinité-et-Tobago | Suriname - Jamaïque            | 3-1   | Coupe caribéenne 1996 (Phase finale)                 |
| 13 novembre 2016 | Kingston Jamaïque               | Jamaïque - Suriname            | 1-0   | Qualif. Coupe caribéenne 2017 (3e tour préliminaire) |
| 17 novembre 2018 | Montego Bay Jamaïque            | Jamaïque - Suriname            | 2-1   | Qualif. Gold Cup 2019                                |

Bilan
- Total de matchs disputés : 6
- Victoires de l'équipe du Suriname : 2
- Victoires de l'équipe de Jamaïque : 4
- Match nul : 0

## M

### Martinique
Confrontations entre le Suriname et la Martinique :
| Date              | Lieu                            | Match                            | Score         | Compétition                                           |
| 18 décembre 1948  | Basse-Terre Guadeloupe          | Martinique - Guyane néerlandaise | 4-3           | Match amical                                          |
| 30 mai 1959       | Fort-de-France Martinique       | Martinique - Guyane néerlandaise | 3-1           | Match amical                                          |
| 31 mai 1959       | Fort-de-France Martinique       | Martinique - Guyane néerlandaise | 3-0           | Match amical                                          |
| 20 septembre 1959 | Paramaribo Guyane néerlandaise  | Guyane néerlandaise - Martinique | 4-1           | Match amical                                          |
| 25 septembre 1959 | Paramaribo Guyane néerlandaise  | Guyane néerlandaise - Martinique | 1-0           | Match amical                                          |
| 11 avril 1968     | Fort-de-France Martinique       | Martinique - Guyane néerlandaise | 1-3           | Match amical                                          |
| 14 avril 1968     | Fort-de-France Martinique       | Martinique - Guyane néerlandaise | 3-2           | Match amical                                          |
| 6 octobre 1968    | Paramaribo Guyane néerlandaise  | Guyane néerlandaise - Martinique | 7-0           | Match amical                                          |
| 8 octobre 1968    | Paramaribo Guyane néerlandaise  | Guyane néerlandaise - Martinique | 0-0           | Match amical                                          |
| octobre 1969      | Guyane néerlandaise             | Guyane néerlandaise - Martinique | 0-0           | Match amical                                          |
| 27 juin 1985      | Bridgetown Barbade              | Martinique - Suriname            | 2-0           | Coupe caribéenne 1985 (Phase finale)                  |
| 17 juin 1992      | Port of Spain Trinité-et-Tobago | Martinique - Suriname            | 4-1           | Coupe caribéenne 1992 (Phase finale)                  |
| 7 avril 1994      | San Fernando Trinité-et-Tobago  | Martinique - Suriname            | 2-0           | Coupe caribéenne 1994 (Phase finale)                  |
| 11 mai 1995       | Cayenne Guyane                  | Martinique - Suriname            | 1-1           | Qualif. Coupe caribéenne 1995                         |
| 5 juin 1996       | Port of Spain Trinité-et-Tobago | Martinique - Suriname            | 1-1 (3 tab 2) | Coupe caribéenne 1996 (Match pour la 3e place)        |
| 8 novembre 2006   | Fort-de-France Martinique       | Martinique - Suriname            | 1-0           | Qualif. Coupe caribéenne 2007 (2e tour préliminaire)  |
| 9 septembre 2012  | Fort-de-France Martinique       | Martinique - Suriname            | 2-2           | Qualif. Coupe caribéenne 2012 (1er tour préliminaire) |
| 7 septembre 2014  | Fort-de-France Martinique       | Martinique - Suriname            | 0-0           | Qualif. Coupe caribéenne 2014 (1er tour préliminaire) |

Bilan
- Total de matchs disputés : 18
- Victoires de l'équipe du Suriname : 4
- Victoires de l'équipe de Martinique : 8
- Match nul : 6

### Mexique
Confrontations entre le Suriname et le Mexique :
| Date            | Lieu              | Match                                   | Score | Compétition                 |
| 21 avril 1960   | Lima Pérou        | Mexique (amateur) - Guyane néerlandaise | 4-0   | Qualif. JO 1960             |
| 18 mars 1964    | Mexico Mexique    | Mexique (amateur) - Guyane néerlandaise | 6-0   | Qualif. JO 1964             |
| 15 octobre 1977 | Monterrey Mexique | Mexique - Suriname                      | 8-1   | Qualif. Coupe du monde 1978 |

Bilan
- Total de matchs disputés : 3
- Victoires de l'équipe du Suriname : 0
- Victoires de l'équipe du Mexique : 3
- Match nul : 0

### Montserrat
Confrontations entre le Suriname et Montserrat :
| Date             | Lieu                     | Match                 | Score | Compétition                                           |
| 26 mars 2008     | Macoya Trinité-et-Tobago | Montserrat - Suriname | 1-7   | Qualif. Coupe du monde 2010                           |
| 5 septembre 2012 | Le Lamentin Martinique   | Montserrat - Suriname | 1-7   | Qualif. Coupe caribéenne 2012 (1er tour préliminaire) |

Bilan
- Total de matchs disputés : 2
- Victoires de l'équipe du Suriname : 2
- Victoires de l'équipe de Montserrat : 0
- Match nul : 0

## N

### Nicaragua
Confrontations entre le Suriname et le Nicaragua :
| Date             | Lieu                | Match                | Score | Compétition                                          |
| 7 juin 2015      | Managua Nicaragua   | Nicaragua - Suriname | 1-0   | Qualif. Coupe du monde 2018                          |
| 16 juin 2015     | Paramaribo Suriname | Suriname - Nicaragua | 1-3   | Qualif. Coupe du monde 2018                          |
| 8 septembre 2019 | Paramaribo Suriname | Suriname - Nicaragua | 6-0   | Ligue des nations de la CONCACAF 2019-2020 (Ligue B) |
| 19 novembre 2019 | Managua Nicaragua   | Nicaragua - Suriname | 1-2   | Ligue des nations de la CONCACAF 2019-2020 (Ligue B) |

Bilan
- Total de matchs disputés : 4
- Victoires de l'équipe du Suriname : 2
- Victoires de l'équipe du Nicaragua : 2
- Match nul : 0

### Nigeria
Confrontations entre le Suriname et le Nigeria :
| Date        | Lieu               | Match              | Score | Compétition  |
| 14 mai 1994 | Amsterdam Pays-Bas | Nigeria - Suriname | 2-1   | Match amical |

Bilan
- Total de matchs disputés : 1
- Victoires de l'équipe du Suriname : 0
- Victoires de l'équipe du Nigeria : 1
- Match nul : 0

## P

### Panama
Confrontations entre le Suriname et le Panama :
| Date          | Lieu                           | Match                                  | Score | Compétition     |
| 20 mars 1964  | Mexico Mexique                 | Panama (amateur) - Guyane néerlandaise | 1-6   | Qualif. JO 1964 |
| 22 avril 1971 | Paramaribo Guyane néerlandaise | Guyane néerlandaise - Panama (amateur) | 3-0   | Qualif. JO 1972 |
| 27 avril 1971 | Guatemala                      | Panama (amateur) - Guyane néerlandaise | 4-1   | Qualif. JO 1972 |

Bilan
- Total de matchs disputés : 3
- Victoires de l'équipe de Guyane néerlandaise : 2
- Victoires de l'équipe du Panama : 1
- Match nul : 0

### Pays-Bas
Confrontations entre le Suriname et les Pays-Bas :
| Date           | Lieu                           | Match                                    | Score | Compétition  |
| 1er août 1954  | Paramaribo Guyane néerlandaise | Guyane néerlandaise - Pays-Bas (amateur) | 3-4   | Match amical |
| 3 août 1954    | Paramaribo Guyane néerlandaise | Guyane néerlandaise - Pays-Bas (amateur) | 0-2   | Match amical |
| 3 juillet 1960 | Paramaribo Guyane néerlandaise | Guyane néerlandaise - Pays-Bas           | 3-4   | Match amical |

Bilan
- Total de matchs disputés : 3
- Victoires de l'équipe de Guyane néerlandaise : 0
- Victoires de l'équipe des Pays-Bas : 3
- Match nul : 0

### Pérou
Confrontations entre le Suriname et le Pérou :
| Date          | Lieu       | Match                                 | Score | Compétition     |
| 19 avril 1960 | Lima Pérou | Pérou (amateur) - Guyane néerlandaise | 3-1   | Qualif. JO 1960 |

Bilan
- Total de matchs disputés : 1
- Victoires de l'équipe de Guyane néerlandaise : 0
- Victoires de l'équipe du Pérou : 1
- Match nul : 0

### Porto Rico
Confrontations entre le Suriname et Porto Rico :
| Date             | Lieu                           | Match                 | Score | Compétition                   |
| 26 novembre 2004 | San Fernando Trinité-et-Tobago | Porto Rico - Suriname | 1-1   | Qualif. Coupe caribéenne 2005 |

Bilan
- Total de matchs disputés : 1
- Victoires de l'équipe du Suriname : 0
- Victoires de l'équipe de Porto Rico : 0
- Match nul : 1

## S

### Saint-Christophe-et-Niévès
Confrontations entre le Suriname et Saint-Christophe-et-Niévès :
| Date          | Lieu                                  | Match                                 | Score | Compétition                                          |
| 30 mai 1996   | Port of Spain Trinité-et-Tobago       | Saint-Christophe-et-Niévès - Suriname | 1-1   | Coupe caribéenne 1996 (Phase finale)                 |
| 20 mai 2001   | Arima Trinité-et-Tobago               | Suriname - Saint-Christophe-et-Niévès | 0-4   | Coupe caribéenne 2001 (Phase finale)                 |
| 1er juin 2016 | Basseterre Saint-Christophe-et-Niévès | Saint-Christophe-et-Niévès - Suriname | 1-0   | Qualif. Coupe caribéenne 2017 (2e tour préliminaire) |
| 23 mars 2019  | Paramaribo Suriname                   | Suriname - Saint-Christophe-et-Niévès | 2-0   | Qualif. Gold Cup 2019                                |

Bilan
- Total de matchs disputés : 4
- Victoires de l'équipe du Suriname : 1
- Victoires de l'équipe de Saint-Christophe-et-Niévès : 2
- Match nul : 1

### Saint-Vincent-et-les-Grenadines
Confrontations entre le Suriname et Saint-Vincent-et-les-Grenadines :
| Date              | Lieu                                      | Match                             | Score | Compétition                                          |
| 12 novembre 1979  | Paramaribo Suriname                       | Suriname - St.-Vinc.-et-les-Gren. | 2-3   | Coupe caribéenne 1979 (Phase finale)                 |
| 13 septembre 1981 | Saint-Vincent-et-les-Grenadines           | St.-Vinc.-et-les-Gren. - Suriname | 2-1   | Qualif. Coupe caribéenne 1981                        |
| 27 septembre 1981 | Paramaribo Suriname                       | Suriname - St.-Vinc.-et-les-Gren. | 3-3   | Qualif. Coupe caribéenne 1981                        |
| 2 août 1992       | Paramaribo Suriname                       | Suriname - St.-Vinc.-et-les-Gren. | 0-0   | Qualif. Coupe du monde 1994                          |
| 30 août 1992      | Kingstown Saint-Vincent-et-les-Grenadines | St.-Vinc.-et-les-Gren. - Suriname | 2-1   | Qualif. Coupe du monde 1994                          |
| 18 novembre 2012  | Bacolet Trinité-et-Tobago                 | Suriname - St.-Vinc.-et-les-Gren. | 1-0   | Qualif. Coupe caribéenne 2012 (2e tour préliminaire) |
| 4 juin 2016       | Paramaribo Suriname                       | Suriname - St.-Vinc.-et-les-Gren. | 2-1   | Qualif. Coupe caribéenne 2017 (2e tour préliminaire) |
| 11 octobre 2019   | Kingstown Saint-Vincent-et-les-Grenadines | St.-Vinc.-et-les-Gren. - Suriname | 2-2   | Ligue des nations de la CONCACAF 2019-2020 (Ligue B) |
| 14 octobre 2019   | Paramaribo Suriname                       | Suriname - St.-Vinc.-et-les-Gren. | 0-1   | Ligue des nations de la CONCACAF 2019-2020 (Ligue B) |

Bilan
- Total de matchs disputés : 9
- Victoires de l'équipe du Suriname : 2
- Victoires de l'équipe de Saint-Vincent-et-les-Grenadines : 4
- Match nul : 3

### Sainte-Lucie
Confrontations entre le Suriname et Sainte-Lucie :
| Date            | Lieu                  | Match                   | Score | Compétition                                           |
| 5 mars 2000     | Castries Sainte-Lucie | Sainte-Lucie - Suriname | 1-0   | Qualif. Coupe du monde 2002                           |
| 19 mars 2000    | Paramaribo Suriname   | Suriname - Sainte-Lucie | 1-0   | Qualif. Coupe du monde 2002                           |
| 15 octobre 2010 | Paramaribo Suriname   | Suriname - Sainte-Lucie | 2-1   | Qualif. Coupe caribéenne 2010 (1er tour préliminaire) |

Bilan
- Total de matchs disputés : 3
- Victoires de l'équipe du Suriname : 2
- Victoires de l'équipe de Sainte-Lucie : 1
- Match nul : 0

### Salvador
Confrontations entre le Suriname et le Salvador :
| Date              | Lieu                           | Match                          | Score | Compétition                 |
| 1er décembre 1968 | San Salvador Salvador          | Salvador - Guyane néerlandaise | 6-0   | Qualif. Coupe du monde 1970 |
| 22 décembre 1968  | Paramaribo Guyane néerlandaise | Guyane néerlandaise - Salvador | 4-1   | Qualif. Coupe du monde 1970 |
| 20 octobre 1977   | Monterrey Mexique              | Salvador - Suriname            | 3-2   | Qualif. Coupe du monde 1978 |
| 24 février 1985   | San Salvador Salvador          | Suriname - Salvador            | 0-3   | Qualif. Coupe du monde 1986 |
| 27 février 1985   | San Salvador Salvador          | Salvador - Suriname            | 3-0   | Qualif. Coupe du monde 1986 |
| 10 septembre 2008 | Paramaribo Suriname            | Suriname - Salvador            | 0-2   | Qualif. Coupe du monde 2010 |
| 15 octobre 2008   | San Salvador Salvador          | Salvador - Suriname            | 3-0   | Qualif. Coupe du monde 2010 |
| 11 novembre 2011  | Paramaribo Suriname            | Suriname - Salvador            | 1-3   | Qualif. Coupe du monde 2014 |
| 15 novembre 2008  | San Salvador Salvador          | Salvador - Suriname            | 4-0   | Qualif. Coupe du monde 2014 |

Bilan
- Total de matchs disputés : 9
- Victoires de l'équipe du Suriname : 1
- Victoires de l'équipe du Salvador : 8
- Match nul : 0

## T

### Trinité-et-Tobago
Confrontations entre le Suriname et Trinité-et-Tobago :
| Date              | Lieu                            | Match                                             | Score    | Compétition                                          |
| 6 août 1934       | Paramaribo Guyane néerlandaise  | Guyane néerlandaise - Trinité-et-Tobago           | 3-3      | Match amical                                         |
| 1935              | Paramaribo Guyane néerlandaise  | Guyane néerlandaise - Trinité-et-Tobago           | 0-3      | Match amical                                         |
| 6 janvier 1937    | Paramaribo Guyane néerlandaise  | Guyane néerlandaise - Trinité-et-Tobago           | 1-1      | Match amical                                         |
| 8 janvier 1937    | Paramaribo Guyane néerlandaise  | Guyane néerlandaise - Trinité-et-Tobago           | 3-3      | Match amical                                         |
| 10 janvier 1937   | Paramaribo Guyane néerlandaise  | Guyane néerlandaise - Trinité-et-Tobago           | 2-2      | Match amical                                         |
| 3 avril 1938      | Guyane néerlandaise             | Guyane néerlandaise - Trinité-et-Tobago           | 0-1      | Match amical                                         |
| 4 avril 1938      | Guyane néerlandaise             | Guyane néerlandaise - Trinité-et-Tobago           | 3-0      | Match amical                                         |
| 8 avril 1938      | Guyane néerlandaise             | Guyane néerlandaise - Trinité-et-Tobago           | 1-0      | Match amical                                         |
| 16 juillet 1938   | Port of Spain Trinité-et-Tobago | Trinité-et-Tobago - Guyane néerlandaise           | 1-2      | Match amical                                         |
| 18 juillet 1938   | Paramaribo Guyane néerlandaise  | Guyane néerlandaise - Trinité-et-Tobago           | 3-0      | Match amical                                         |
| 20 juillet 1938   | Paramaribo Guyane néerlandaise  | Guyane néerlandaise - Trinité-et-Tobago           | 0-1      | Match amical                                         |
| 12 mars 1948      | Paramaribo Guyane néerlandaise  | Guyane néerlandaise - Trinité-et-Tobago           | 0-2      | Match amical                                         |
| 14 mars 1948      | Paramaribo Guyane néerlandaise  | Guyane néerlandaise - Trinité-et-Tobago           | 0-0      | Match amical                                         |
| 16 mars 1948      | Paramaribo Guyane néerlandaise  | Guyane néerlandaise - Trinité-et-Tobago           | 1-0      | Match amical                                         |
| 25 novembre 1950  | Port of Spain Trinité-et-Tobago | Trinité-et-Tobago - Guyane néerlandaise           | 5-0      | Match amical                                         |
| 30 novembre 1950  | Port of Spain Trinité-et-Tobago | Trinité-et-Tobago - Guyane néerlandaise           | 1-1      | Match amical                                         |
| 14 décembre 1955  | Paramaribo Guyane néerlandaise  | Guyane néerlandaise - Trinité-et-Tobago           | 5-2      | Match amical                                         |
| 16 décembre 1955  | Paramaribo Guyane néerlandaise  | Guyane néerlandaise - Trinité-et-Tobago           | 3-1      | Match amical                                         |
| 18 décembre 1955  | Paramaribo Guyane néerlandaise  | Guyane néerlandaise - Trinité-et-Tobago           | 3-0      | Match amical                                         |
| 16 septembre 1962 | Port of Spain Trinité-et-Tobago | Trinité-et-Tobago - Guyane néerlandaise           | 1-1      | Match amical                                         |
| 18 septembre 1962 | Port of Spain Trinité-et-Tobago | Trinité-et-Tobago - Guyane néerlandaise           | 1-0      | Match amical                                         |
| 20 septembre 1962 | Port of Spain Trinité-et-Tobago | Trinité-et-Tobago - Guyane néerlandaise           | 1-1      | Match amical                                         |
| 22 septembre 1962 | Port of Spain Trinité-et-Tobago | Trinité-et-Tobago - Guyane néerlandaise           | 1-1      | Match amical                                         |
| 31 mars 1963      | Paramaribo Guyane néerlandaise  | Guyane néerlandaise - Trinité-et-Tobago           | 3-1      | Match amical                                         |
| 2 avril 1963      | Paramaribo Guyane néerlandaise  | Guyane néerlandaise - Trinité-et-Tobago           | 1-2      | Match amical                                         |
| 4 avril 1963      | Paramaribo Guyane néerlandaise  | Guyane néerlandaise - Trinité-et-Tobago           | 4-3      | Match amical                                         |
| 7 février 1965    | Port of Spain Trinité-et-Tobago | Trinité-et-Tobago - Guyane néerlandaise           | 4-1      | Qualif. Coupe du monde 1966                          |
| 14 mars 1965      | Paramaribo Guyane néerlandaise  | Guyane néerlandaise - Trinité-et-Tobago           | 6-1      | Qualif. Coupe du monde 1966                          |
| 10 juin 1966      | Port-au-Prince Haïti            | Trinité-et-Tobago - Guyane néerlandaise           | 3-2      | Match amical                                         |
| 22 mai 1967       | Port of Spain Trinité-et-Tobago | Trinité-et-Tobago (amateur) - Guyane néerlandaise | 1-0      | Qualif. JO 1968                                      |
| 27 mai 1967       | Paramaribo Guyane néerlandaise  | Guyane néerlandaise - Trinité-et-Tobago (amateur) | 5-2      | Qualif. JO 1968                                      |
| 4 octobre 1970    | Paramaribo Guyane néerlandaise  | Guyane néerlandaise - Trinité-et-Tobago           | 3-2      | Match amical                                         |
| 28 novembre 1972  | Port of Spain Trinité-et-Tobago | Trinité-et-Tobago - Guyane néerlandaise           | 2-1      | Qualif. Coupe du monde 1974                          |
| 30 novembre 1972  | San Fernando Trinité-et-Tobago  | Guyane néerlandaise - Trinité-et-Tobago           | 1-1      | Qualif. Coupe du monde 1974                          |
| 23 novembre 1974  | Paramaribo Guyane néerlandaise  | Guyane néerlandaise - Trinité-et-Tobago           | 0-0      | Match amical                                         |
| 25 novembre 1974  | Paramaribo Guyane néerlandaise  | Guyane néerlandaise - Trinité-et-Tobago           | 2-1      | Match amical                                         |
| 22 décembre 1974  | Paramaribo Guyane néerlandaise  | Guyane néerlandaise - Trinité-et-Tobago           | 2-3      | Match amical                                         |
| 10 janvier 1975   | Guyane néerlandaise             | Guyane néerlandaise - Trinité-et-Tobago           | 3-0      | Match amical                                         |
| 29 mars 1975      | Trinité-et-Tobago               | Trinité-et-Tobago - Guyane néerlandaise           | 0-0      | Match amical                                         |
| 10 août 1975      | Paramaribo Guyane néerlandaise  | Guyane néerlandaise - Trinité-et-Tobago (amateur) | 2-0      | Qualif. JO 1976                                      |
| 24 août 1975      | Port of Spain Trinité-et-Tobago | Trinité-et-Tobago (amateur) - Guyane néerlandaise | 1-1      | Qualif. JO 1976                                      |
| 14 novembre 1976  | Paramaribo Suriname             | Suriname - Trinité-et-Tobago                      | 1-1      | Qualif. Coupe du monde 1978                          |
| 28 novembre 1976  | Port of Spain Trinité-et-Tobago | Trinité-et-Tobago - Suriname                      | 2-2      | Qualif. Coupe du monde 1978                          |
| 18 décembre 1976  | Cayenne Guyane                  | Suriname - Trinité-et-Tobago                      | 3-2      | Qualif. Coupe du monde 1978                          |
| 18 septembre 1977 | Paramaribo Suriname             | Suriname - Trinité-et-Tobago                      | 2-1      | Match amical                                         |
| 25 octobre 1978   | Port of Spain Trinité-et-Tobago | Trinité-et-Tobago - Suriname                      | 0-1      | Coupe caribéenne 1978 (Phase finale)                 |
| 15 novembre 1979  | Paramaribo Suriname             | Suriname - Trinité-et-Tobago                      | 3-0      | Coupe caribéenne 1979 (Phase finale)                 |
| 2 décembre 1979   | Port of Spain Trinité-et-Tobago | Trinité-et-Tobago (amateur) - Suriname            | 2-0      | Qualif. JO 1980                                      |
| 12 décembre 1979  | Paramaribo Suriname             | Suriname - Trinité-et-Tobago (amateur)            | 3-1      | Qualif. JO 1980                                      |
| 19 décembre 1979  | Kingston Jamaïque               | Suriname - Trinité-et-Tobago (amateur)            | 2-0      | Qualif. JO 1980                                      |
| 2 août 1981       | Paramaribo Suriname             | Suriname - Trinité-et-Tobago                      | 1-1      | Qualif. Coupe caribéenne 1981                        |
| 14 août 1981      | San Fernando Trinité-et-Tobago  | Trinité-et-Tobago - Suriname                      | 3-2      | Qualif. Coupe caribéenne 1981                        |
| 27 juin 1982      | Port of Spain Trinité-et-Tobago | Trinité-et-Tobago - Suriname                      | 2-3      | Match amical                                         |
| 5 mai 1985        | San Fernando Trinité-et-Tobago  | Trinité-et-Tobago - Suriname                      | 0-1      | Qualif. Coupe caribéenne 1985 (2e tour préliminaire) |
| 21 juin 1992      | Port of Spain Trinité-et-Tobago | Trinité-et-Tobago - Suriname                      | 1-0      | Coupe caribéenne 1992 (Phase finale)                 |
| 14 avril 1994     | Port of Spain Trinité-et-Tobago | Trinité-et-Tobago - Suriname                      | 3-2 a.p. | Coupe caribéenne 1994 (Demi-finale)                  |
| 26 mai 1996       | Palo Seco Trinité-et-Tobago     | Trinité-et-Tobago - Suriname                      | 3-0      | Coupe caribéenne 1996 (Phase finale)                 |
| 28 novembre 2004  | Arima Trinité-et-Tobago         | Suriname - Trinité-et-Tobago                      | 0-1      | Qualif. Coupe caribéenne 2005                        |
| 16 novembre 2012  | Bacolet Trinité-et-Tobago       | Trinité-et-Tobago - Suriname                      | 3-0      | Qualif. Coupe caribéenne 2012 (2e tour préliminaire) |
| 14 janvier 2017   | Couva Trinité-et-Tobago         | Trinité-et-Tobago - Suriname                      | 1-2 a.p. | Qualif. Gold Cup 2017 (Barrages)                     |

Bilan
- Total de matchs disputés : 60
- Victoires de l'équipe du Suriname : 25
- Victoires de l'équipe de Trinité-et-Tobago : 19
- Match nul : 16